# Cát Bà (huyện)
Cát Bà là huyện cũ thuộc thành phố Hải Phòng, Việt Nam, tồn tại trong giai đoạn 1957–1977.

## Địa lý
Trước khi giải thể vào năm 1977, Cát Bà là một huyện đảo nằm ở phía đông thành phố Hải Phòng, có địa giới hành chính bao gồm phần lớn quần đảo Cát Bà (ngoại trừ địa bàn xã Phù Long).

## Lịch sử
Trước năm 1945, vùng đất này thuộc tổng Hà Sen, huyện Cát Hải, tỉnh Quảng Yên. Theo Danh mục các làng xã Bắc Kỳ, tổng Hà Sen vào năm 1927 có 5 xã và phố Cát Bà (sau đổi thành Đại lý Cát Bà, rồi thị xã Cát Bà).
Năm 1955, tỉnh Quảng Yên sáp nhập với đặc khu Hòn Gai thành khu Hồng Quảng, huyện Cát Hải và thị xã Cát Bà thuộc khu Hồng Quảng. Ngày 5 tháng 6 năm 1956, huyện Cát Hải và thị xã Cát Bà được sáp nhập vào thành phố Hải Phòng. Ngày 22 tháng 7 năm 1957, Thủ tướng Chính phủ ban hành Nghị định số 318-TTg về việc thành lập huyện Cát Bà trên cơ sở sáp nhập thị xã Cát Bà và 5 xã: Trân Châu, Xuân Đám, Hiền Hào, Gia Luận, Việt Hải thuộc huyện Cát Hải; thị xã Cát Bà đổi thành thị trấn Cát Bà thuộc huyện Cát Bà.
Ngày 11 tháng 3 năm 1977, Hội đồng Chính phủ ban hành Quyết định số 57-CP. Theo đó, sáp nhập huyện Cát Bà vào huyện Cát Hải.
Từ đó, huyện Cát Bà không còn tồn tại.